# Tage Skogsberg
Karl Jonas Tage Skogsberg, född 5 november 1887 i Göteborg, död 16 augusti 1951 i Carmel, Kalifornien, var en svenskamerikansk marinbiolog och oceanograf.
Tage Skogsberg var son till folkskolläraren Johan Peter Skogsberg. Efter studentexamen i Göteborg 1907 fortsatte han sina studier vid Uppsala universitet, där han blev filosofie magister och 1914 filosofie licentiat. 1915–1916 bedrev han forskningar vid de marinbiologiska och oceanografiska institutionerna i Villefranche-sur-Mer och i Monaco samt 1919 i Tyskland, varpå han 1920 i Uppsala blev filosofie doktor på en avhandling om musselkräftorna (Studies on Marine Ostracodes). Med ett ettårigt stipendium för utlandsstudier begav sig Skogsberg därefter för fortsatta forskningar till Hopkins' marinbiologiska station tillhörande Stanford University, där han var professor 1934–1949. Bland hans större vetenskapliga arbeten märks en monografi över pansrade dinoflagellater tillsammans med Charles Atwood Kofoid 1928 samt ett banbrytande arbete om Monterey Bays hydrografi (1936 och 1946).